# Erin Ambrose
Erin Ambrose, née le 30 avril 1994 à Keswick, dans la province de l'Ontario, est une joueuse canadienne de hockey sur glace. Elle évolue au poste de défenseuse dans la ligue élite féminine professionnelle. Elle remporte une médaille d'or olympique aux Jeux de Pékin en 2022. Elle représente également le Canada dans trois championnats du monde, remportant une médaille d'argent, une médaille de bronze et une médaille d'or.
Elle joue depuis la saison 2024 pour la Victoire de Montréal de la Ligue professionnelle de hockey féminin dont elle est une des capitaines adjointes.

## Biographie

### Carrière en ligue
Erin Ambrose commence sa carrière universitaire avec les Golden Knights de Clarkson, lors de la saison 2012-2013 . Elle réalise une bonne saison recrue, remportant trois fois le titre de « recrue de la semaine » du championnat, trois fois le titre de « recrue du mois » de la division ECAC et le trophée de recrue de l'année pour l'ECAC . La saison suivante, elle remporte avec son équipe le championnat NCAA en menant les défenseuses du tournoi avec 50 points inscrits. Elle est également finaliste du trophée Patty-Kazmaier et sélectionnée dans l'équipe d'étoiles de la NCAA.
En 2014-2015, Ambrose est nommée capitaine assistante . Elle inscrit uniquement 23 points sur la saison, traversant des difficultés en lien avec son anxiété , ce qui ne l'empêche pas d'être sélectionnée au repêchage de la ligue américaine LNHF par les Riveters de New York. Pour sa dernière année universitaire, elle est sélectionnée dans l'équipe d'étoiles de l'ECAC bien qu'elle ait du manquer neuf matchs pour cause de blessures. Elle est repêchée cette fois dans la ligue canadienne LCHF par les Furies de Toronto en 7e position . Elle choisie de s'implanter au Canada, bien qu'elle change d'équipe au bout d'une saison pour rejoindre les Canadiennes de Montréal. Elle remporte le trophée de la meilleure défenseuse pour la saison 2018-2019 .
Après la fermeture de la LCHF, elle joue des matchs en 2020 et 2021 avec la Professional Women's Hockey Players Association (PWHPA), organisation ayant pour but de former une ligue professionnelle féminine mais dont la progression a été ralentie par la pandémie de Covid-19. Erin Ambrose est le choix de premier tour de l'équipe Montréalaise dans la LPHF .

### Carrière en équipe nationale
Erin Ambrose est sélectionnée pour la première fois par le Canada en 2010, dans l'équipe des moins de 18 ans . Elle participe à trois éditions des championnats du monde des moins de 18 ans, obtenant le poste de capitaine en 2012. Elle mène son équipe jusqu'à la médaille d'or et est récompensé « meilleure défenseure du tournoi ». Ambrose joue ensuite en équipe de développement des moins de 22 ans en 2013 et 2016 pour la Coupe des nations .
Elle accède pour la première fois à l'équipe nationale sénior en 2014, pour la Coupe des quatre nations. Elle remporte l'or et aide le Canada a remporter l'argent lors des éditions 2016 et 2017. C'est au cours de cette année qu'elle participe à son premier championnat du monde qui se solde par une médaille d'argent pour l'équipe mais un unique but pour Ambrose. Néanmoins, elle est sélectionnée pour la centralisation à Calgary en vue des Jeux olympiques de Pyeongchang en 2018. Elle participe au cycle de préparation mais n'est finalement pas retenue dans l'effectif définitif qui s'envole vers la Corée du Sud .
Ambrose participe au championnat du monde 2019, inscrivant cette fois deux buts et cinq aides, permettant au Canada d'obtenir une médaille de bronze. Elle revient pour l'édition 2021 qui correspond à la première victoire du Canada depuis une décennie. Au cours du tournoi, elle inscrit deux buts et trois assistances ainsi qu'un différentiel de + 10 ce qui lui vaut une place dans l'équipe d'étoiles du tournoi . En suivant, elle est retenue pour les Jeux olympiques de Pékin en 2022 où elle obtient une médaille d'or olympique.

### Ligue professionnelle de hockey féminin
Le 18 septembre 2023, lors du repêchage de la Ligue professionnelle de hockey féminin, l'équipe de Montréal sélectionne Erin Ambrose comme son premier choix, le sixième rang au total. Le 29 décembre suivant, elle est nommée capitaine adjointe de l'équipe.
Lors du premier match à domicile de son équipe, elle marque son premier but dans la LPHF contre la gardienne Aerin Frankel lors d'une défaite de 3 à 2 en prolongation de son équipe contre l'équipe de Boston le 13 janvier 2024 à l'Auditorium de Verdun devant une foule de 3 245 spectateurs.

### Vie personnelle
En octobre 2020, Ambrose publie un long texte personnel intitulé « In My Own Words » sur le site de la fédération de hockey canadienne à l'occasion de la journée mondiale de la santé mentale. Elle partage publiquement ses problématiques d'anxiété et de dépression, détaillant notamment l'impact de n'avoir pas été retenue pour les Jeux olympiques d'hiver de 2018. Elle y annonce aussi son homosexualité. En décembre 2020, elle annonce léguer son cerveau pour la recherche sur les commotions cérébrales chroniques, ayant été elle-même victime de quatre d'entre elles au cours de sa carrière.

## Statistiques

### En club
| Saison    | Équipe                     | Ligue |    | Saison régulière | Saison régulière | Saison régulière | Saison régulière | Saison régulière |   | Séries éliminatoires | Séries éliminatoires | Séries éliminatoires | Séries éliminatoires | Séries éliminatoires |
| Saison    | Équipe                     | Ligue | PJ | B                | A                | Pts              | Pun              | PJ               | B | A                    | Pts                  | Pun                  |                      |                      |
| 2012-2013 | Golden Knights de Clarkson | NCAA  | 34 | 6                | 30               | 36               | 18               | -                | - | -                    | -                    | -                    |                      |                      |
| 2013-2014 | Golden Knights de Clarkson | NCAA  | 37 | 14               | 36               | 50               | 22               | -                | - | -                    | -                    | -                    |                      |                      |
| 2014-2015 | Golden Knights de Clarkson | NCAA  | 31 | 6                | 17               | 23               | 18               | -                | - | -                    | -                    | -                    |                      |                      |
| 2015-2016 | Golden Knights de Clarkson | NCAA  | 30 | 7                | 21               | 28               | 18               | -                | - | -                    | -                    | -                    |                      |                      |
| 2016-2017 | Furies de Toronto          | LCHF  | 17 | 0                | 8                | 8                | 8                | -                | - | -                    | -                    | -                    |                      |                      |
| 2017-2018 | Canadiennes de Montréal    | LCHF  | 16 | 2                | 12               | 14               | 10               | 2                | 0 | 1                    | 1                    | 0                    |                      |                      |
| 2017-2018 | Canada                     | AMHL  | 5  | 0                | 1                | 1                | 0                | -                | - | -                    | -                    | -                    |                      |                      |
| 2018-2019 | Canadiennes de Montréal    | LCHF  | 26 | 6                | 18               | 24               | 20               | 2                | 0 | 1                    | 1                    | 2                    |                      |                      |
| 2019-2020 | Montréal                   | PWHPA |    |                  |                  |                  |                  | -                | - | -                    | -                    | -                    |                      |                      |
| 2020-2021 | Montréal                   | PWHPA | 4  | 3                | 1                | 4                | 2                | -                | - | -                    | -                    | -                    |                      |                      |
| 2022-2023 | Team Sonnet                | PWHPA |    |                  |                  |                  |                  | -                | - | -                    | -                    | -                    |                      |                      |
| 2024      | Équipe de Montréal         | LPHF  | 28 | 0                | 13               | 13               | 4                | 4                | 0 | 1                    | 1                    | 0                    |                      |                      |

### En équipe nationale
| Année | Équipe          | Compétition                   |   | PJ | B | A | Pts | Pun | +/-                |  | Résultat |
| 2010  | Canada - 18 ans | Championnat du monde - 18 ans | 5 | 0  | 9 | 9 | 0   | +14 | Médaille d'or      |  |          |
| 2011  | Canada - 18 ans | Championnat du monde - 18 ans | 5 | 0  | 2 | 2 | 4   | +5  | Médaille d'argent  |  |          |
| 2012  | Canada - 18 ans | Championnat du monde - 18 ans | 5 | 2  | 3 | 5 | 0   | +9  | Médaille d'or      |  |          |
| 2017  | Canada          | Championnat du monde          | 5 | 1  | 1 | 2 | 4   | +2  | Médaille d'argent  |  |          |
| 2019  | Canada          | Championnat du monde          | 7 | 2  | 5 | 7 | 6   | +5  | Médaille de bronze |  |          |
| 2021  | Canada          | Championnat du monde          | 7 | 2  | 3 | 5 | 2   | +10 | Médaille d'or      |  |          |
| 2022  | Canada          | Jeux olympiques               | 7 | 4  | 5 | 9 | 2   | +19 | Médaille d'or      |  |          |
| 2022  | Canada          | Championnat du monde          | 6 | 1  | 2 | 3 | 0   | 0   | Médaille d'or      |  |          |
| 2023  | Canada          | Championnat du monde          | 7 | 0  | 7 | 7 | 0   | +3  | Médaille d'argent  |  |          |
| 2024  | Canada          | Championnat du monde          | 7 | 1  | 1 | 2 | 0   | +2  | Médaille d'or      |  |          |
| 2025  | Canada          | Championnat du monde          | 7 | 1  | 2 | 3 | 0   | +4  | Médaille d'argent  |  |          |

## Honneurs personnels

### En équipe nationale
- Nommée dans le top 3 de son équipe pour le championnat du monde moins de 18 ans 2011.
- Nommée « meilleure défenseure » et sélectionnée dans le top 3 de son équipe pour le championnat du monde moins de 18 ans 2012.
- Nommée dans l'équipe d'étoiles du championnat du monde 2021.

### Ligue universitaire
- 2012-2013 :
  - Nommée « Recrue de l'année » de la division ECAC.
  - Sélectionnée dans la seconde équipe d'étoiles de la division ECAC .
  - « Recrue du mois » de la division ECAC en octobre, décembre et février.
  - Nommée trois fois « Recrue de la semaine » du championnat NCAA.
- 2013-2014 :
  - Sélectionnée dans l'équipe d'étoiles du championnat NCAA par l'AHCA.
  - Sélectionnée dans la première équipe d'étoiles de la division ECAC.
  - Récipiendaire du trophée de la meilleure défenseure de la division ECAC.
  - Finaliste du trophée Patty-Kazmaier.
- 2015-2016 :
  - Sélectionnée dans la première équipe d'étoiles de la division ECAC.

### Ligue canadienne de hockey féminin
- Reçoit le titre de « Défenseure de l'année de la LCHF » pour la saison 2018-2019.

### Ligue professionnelle de hockey féminin
- 2024 : participe au Match des étoiles de la LPHF